# Sven Fischer (Footballspieler)
Sven Fischer (* 29. Januar 1995 in Frankfurt am Main) ist ein deutscher American-Football-Spieler auf den Positionen der Offensive Line für Stuttgart Surge in der European League of Football (ELF).
Fischer spielte 2012 innerhalb eines Schüler-Auslandsaufenthaltes in der Highschool in Ray, North Dakota erstmals American Football. Vor Ort kam er als Kicker auf das Feld. In Deutschland begann er als Jugendspieler der Frankfurt Universe seinen sportlichen Werdegang.
Im August 2014 wurde er als Teil der Offensive Line in die Herren-Mannschaft der Frankfurt Universe geholt. Mit der Universe erreichte er 2018 den German Bowl, wo sie knapp den Schwäbisch Hall Unicorns unterlagen. Zur Premierensaison der European League of Football 2021 wurde Fischer von der Frankfurt Galaxy unter Cheftrainer Thomas Kösling verpflichtet. Dort war er die ersten zwei Jahre vorrangig auf der Position des linken Offensive Guard im Einsatz. Ab 2023 ist er als Center vorgesehen.